# Río Yazoo
El río Yazoo o río Yazú en español, es un afluente -por la orilla izquierda- del río Misisipi que corre paralelo a él durante casi todo su recorrido (algo más de 300 km). La asimetría fluvial de los diques naturales de ambos ríos, especialmente de la margen derecha del propio río Yazoo (más elevada que la izquierda) le obliga a demorar su confluencia hasta lograrla finalmente cerca de Vicksburg (estado de Misisipi).
Algunas variantes del nombre son Zasu, Yazous, Yahshoo o río de los Yasoux.

## Geografía
El río Yazoo tiene 302 kilómetros de largo y está formado por la confluencia del río Tallahatchie y el río Yalobusha (266 km) en Greenwood (18.425 habitantes en el año 2000), sede del condado de Leflore, en el estado de Misisipi. El río corre paralelo al río Misisipi, a cierta distancia, antes de unirse a él al Norte de Vicksburg. El dique natural que flanquea el propio río Yazoo por la ribera derecha es más elevado que el de su margen izquierda y ello le impide unirse al río principal (el Misisipi) antes de Vicksburg.

## Geomorfología
En geomorfología y otras ciencias se denomina con este nombre (río tipo Yazoo) a cualquier afluente de un río de llanura al que una elevación de la ribera derecha del mismo (refiriéndonos al hemisferio norte) le impide desaguar libremente en el río principal, debiendo de discurrir un largo tramo paralelo hasta que finalmente encuentre un lugar en el que desaguar. 
En lo que respecta a la dinámica fluvial, los ríos tipo Yazoo son afluentes por la margen izquierda del río principal y son ríos de baja energía, es decir, que la velocidad de sus aguas es inferior a la que debería tener de acuerdo a su caudal y ello se debe a que van en dirección contraria al movimiento de rotación terrestre (van de este a oeste) que es de oeste a este. Ello hace que en la mayor parte de los casos todos los afluentes por la margen izquierda sean ríos Yazoo, mientras que todos los afluentes por la margen derecha del río principal son ríos de alta energía. El ejemplo de los afluentes de los ríos Misisipi y, sobre todo, del Misuri, son muy interesantes en dicho sentido.

## Historia
El nombre del río le fue asignado en 1682 por René Robert Cavelier de La Salle, en referencia a una tribu indígena, la tribu yazoo, que habitaba las inmediaciones del río en su desembocadura, cerca de donde hoy se encuentra la población de Vicksburg.

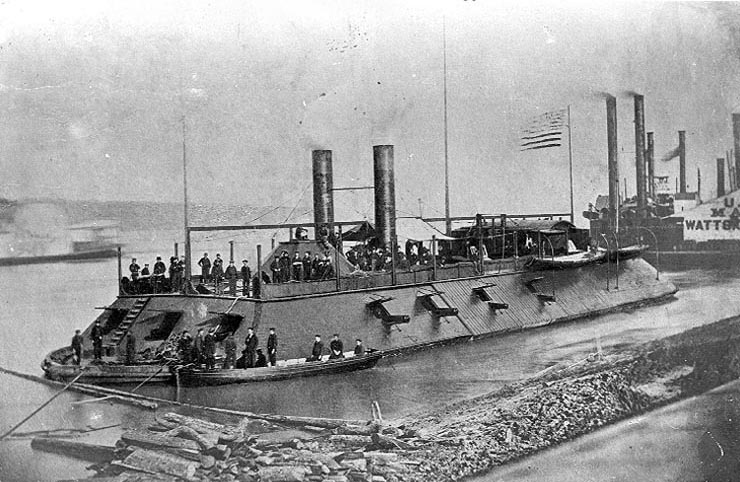
Acorazado USS Cairo, cuando entró en servicio en 1862 durante la guerra civil estadounidense. Hundido a fines del mismo año en aguas del río Yazoo.

### El río Yazoo y laGuerra de Secesión
La característica citada del río Yazoo lo convirtió en un río de un gran valor estratégico a la hora de servir de área supuestamente segura para las embarcaciones militares, listas para actuar en el propio río Misisipi en cualquier batalla fluvial. Sin embargo, este hecho vino a ocasionar numerosos ataques a los barcos fondeados en este río, por lo que se han contado en sus aguas unos 29 barcos hundidos durante la guerra civil. El caso del USS Cairo, un barco acorazado con casco de madera resultó interesante, ya que se puso en servicio en 1862 y fue hundido muy poco tiempo después, en el mismo año, por la primera mina submarina activada eléctricamente. Rescatado del fondo cien años después (en 1964) fue restaurado y se encuentra en exhibición en el Parque Militar Nacional de Vicksburg (Misisipi).

## Geomorfología

### Ejemplos notables de ríos tipo Yazoo
Algunos afluentes de la margen izquierda de la cuenca del Orinoco, a partir del río Guaviare, son ríos de tipo Yazoo, porque a pesar de que se interconectan por una gran cantidad de canales o caños, siempre suelen mantener un trazado más o menos independiente: son los diques naturales, que en el Llano venezolano reciben el nombre de "calcetas", los que impiden en algunos casos, una especie de captura total de una corriente sobre la otra. Por otra parte, muchos de los caños que intercomunican unos ríos con otros paralelos sólo se activan durante la época de lluvias que es cuando los ríos principales (Apure, Arauca, Capanaparo, Cinaruco, etc.) se desbordan. Ya en el curso bajo de dicho río, la confluencia del río Mapire, también por la izquierda, constituye un ejemplo clásico de este tipo de ríos ().